# Julien Duguay
Julien Duguay es un empresario y joyero canadiense conocido por fundar la cadena de joyerías Medusa en Canadá.

## Educación
Julien nació en Chicoutimi, Saguenay, en 1992. Hizo la primaria en la École Notre-Dame-Des Jolis-Prés y el bachillerato en la École secondaire privée le Séminaire de Chicoutimi. También se graduó en el Gemological Institute of America de California.

## Carrera profesional
Julien comenzó su carrera con una pequeña joyería en la calle Tessier. Al principio empezó a vender a través de Internet. Más tarde, en 2017, creó su marca Bijoux Medusa, de la que actualmente es presidente.
En 2023, adquirió los tres anillos de la Copa Stanley de Mario Tremblay y el trofeo de la Copa Molson, que ahora están expuestos en la Bijouterie de Québec para los aficionados al hockey.
En 2024, aparece en el programa Histoire de Succès de la TVA
.